# إيوريكا سفن
إيوريكا سفن (باليابانية: 交響詩篇エウレカセブン، بالروماجي: Kōkyōshihen Eureka Sebun) هو مسلسل أنمي تلفزيوني من إخراج توموكي كيودا، وإنتاج استوديو بونز، عرض الأنمي في 17 أبريل عام 2005 واستمر عرضه حتى 2 أبريل عام 2006، وتكون من 50 حلقة + 1 خاصة.

## ملخص القصة
رينتون ثورستون هو فتى عمره 14 سنة عاش مع جده الميكانيكي في بلْفوريست رينتون كان كُل يوم يحلم بالانضمـام للمرتزقة غيكّوستَيت، والتي تملك آلات «ع إ ض = عملية إيجاد الضوء» والمقصود الضوء هنـا هو ترابار، وهو عبارة عن ضوء أخضر تتحرك فيه الآلات بسهولة المهم تملك هذه المرتزقـة رئيس اسمه هولاند أفضل متزلج علي، وفي يوم من الأيام بينما كان رينتون مستلقي علي سرير فجأة يسمـع صوت أنفجارات، عندما خرج لينظر سقطت آلة حربية على غرفة رينتون بتمام اسم الآلات نيرفاش نوع 0، وكان يقود تلك الآلة فتاة أسمهـا أوريكا، بعد ذلك بيوم يأتي الجيش يريد الأمساك بالفتاة وأيضاً الآلة فماذا يحدث.

## وصلات خارجية
- إيوريكا سفن على موقع IMDb (الإنجليزية)
- إيوريكا سفن على موقع ميتاكريتيك (الإنجليزية)
- إيوريكا سفن على موقع نتفليكس (الإنجليزية)
- إيوريكا سفن على موقع كينوبويسك (الروسية)
- إيوريكا سفن على موقع قاعدة بيانات الفيلم (الإنجليزية)
- إيوريكا سفن على موقع ANN anime (الإنجليزية)